# ÖFB-Cup 2024-2025
La ÖFB-Cup 2024-2025 è stata la 90ª edizione della coppa nazionale austriaca di calcio, iniziata il 26 luglio 2024 e terminata il 1º maggio 2025 con la finale. Il vincitore della competizione ottiene la qualificazione per la UEFA Europa League 2025-2026.
La squadra campione in carica era lo Sturm Graz, mentre il titolo è stato vinto dal Wolfsberger, per la prima volta nella sua storia.

## Calendario
Il programma del torneo è il seguente.
| Turno            | Incontri                     |
| ---------------- | ---------------------------- |
| Primo turno      | 26-28 luglio 2024            |
| Secondo turno    | 27-29 agosto 2024            |
| Terzo turno      | 29-31 ottobre 2024           |
| Quarti di finale | 31 gennaio - 2 febbraio 2025 |
| Semifinali       | 1-3 aprile 2025              |
| Finale           | 1 maggio 2025                |

## Primo turno
Il sorteggio per il primo turno si è tenuto il 16 giugno 2024.
| Squadra 1               | Risultato       | Squadra 2          |
| ----------------------- | --------------- | ------------------ |
| 26 luglio 2024          |                 |                    |
| Dornbirn                | 0 – 6           | Salisburgo         |
| ASKÖ Köttmannsdorf      | 0 – 2           | Horn               |
| Union Gurten            | 0 – 3           | LASK               |
| ATUS Velden             | 2 – 2 (3-4 dtr) | Grazer AK          |
| Viktoria Vienna         | 2 – 1 (dts)     | Leoben             |
| Treibach                | 1 – 6           | Kapfenberger       |
| Bischofshofen           | 1 – 11          | Hartberg           |
| Draßburg                | 0 – 7           | Wolfsberger        |
| Flyeralarm Traiskirchen | 1 – 4           | Amstetten          |
| Gloggnitz               | 0 – 5           | Austria Klagenfurt |
| Wallern                 | 4 – 0           | Kitzbühel          |
| Wals-Grünau             | 1 – 2           | Austria Lustenau   |
| Weiz                    | 3 – 3 (7-8 dtr) | Lafnitz            |
| Deutschlandsberger SC   | 5 – 0           | Korneuburg         |
| Marchfeld Donauauen     | 1 – 3           | First Vienna       |
| Oberwart                | 0 – 2           | Stripfing          |
| 27 luglio 2024          |                 |                    |
| Austria Salisburgo      | 1 – 2           | Reichenau          |
| Donaufeld               | 2 – 0           | Altach             |
| Union Dietach           | 0 – 2           | Hertha Wels        |
| Schwaz                  | 0 – 2           | SW Bregenz         |
| ASK Klagenfurt          | 0 – 14          | Sportunion Mauer   |
| Hohenems                | 4 – 4 (2-4 dtr) | ASKÖ Oedt          |
| Wildon                  | 0 – 5           | Blau-Weiß Linz     |
| Kremser SC              | 2 – 4 (dts)     | Sturm Graz         |
| Donau                   | 0 – 3           | Voitsberg          |
| Leobendorf              | 2 – 3           | St. Pölten         |
| USV St. Anna            | 1 – 5           | Admira Wacker M.   |
| Siegendorf              | 2 – 1           | Floridsdorfer      |
| 28 luglio 2024          |                 |                    |
| Röthis                  | 0 – 11          | Ried               |
| Pinzgau Saalfelden      | 0 – 6           | Austria Vienna     |
| Imst                    | 0 – 3           | Swarovski Tirol    |
| Neusiedl/See            | 0 – 2           | Rapid Vienna       |

## Secondo turno
Il sorteggio si è tenuto il 17 agosto 2024.
| Squadra 1             | Risultato | Squadra 2          |
| --------------------- | --------- | ------------------ |
| 27 agosto 2024        |           |                    |
| Deutschlandsberger SC | 2 – 4     | WSG Tirol          |
| Siegendorf            | 0 – 5     | Austria Klagenfurt |
| Admira Wacker M.      | 1 – 3     | Austria Lustenau   |
| First Vienna          | 0 – 3     | Stripfing          |
| St. Pölten            | 0 – 2     | SW Bregenz         |
| Horn                  | 3 – 1     | Amstetten          |
| Lafnitz               | 0 – 6     | Hartberg           |
| 28 agosto 2024        |           |                    |
| Reichenau             | 0 – 9     | Grazer AK          |
| Ried                  | 1 – 3     | Sturm Graz         |
| Hertha Wels           | 0 – 1     | Blau-Weiß Linz     |
| ASKÖ Oedt             | 2 – 3     | Austria Vienna     |
| Kapfenberger          | 0 – 2     | Voitsberg          |
| Wallern               | 0 – 2     | Wolfsberger        |
| 24 settembre 2024     |           |                    |
| Sportunion Mauer      | 0 – 4     | LASK               |
| 25 settembre 2024     |           |                    |
| Donaufeld             | 1 – 3     | Rapid Vienna       |
| Viktoria Vienna       | 0 – 4     | Salisburgo         |

## Ottavi di finale
| Squadra 1        | Risultato       | Squadra 2          |
| ---------------- | --------------- | ------------------ |
| 29 ottobre 2024  |                 |                    |
| Austria Lustenau | 0 – 3           | Hartberg           |
| 30 ottobre 2024  |                 |                    |
| Horn             | 0 – 1           | Austria Vienna     |
| Stripfing        | 2 – 1           | Rapid Vienna       |
| Voitsberg        | 1 – 2           | LASK               |
| SW Bregenz       | 2 – 1           | Grazer AK          |
| Salisburgo       | 3 – 0           | WSG Tirol          |
| Sturm Graz       | 2 – 1           | Blau-Weiß Linz     |
| Wolfsberger      | 2 – 2 (9-8 dtr) | Austria Klagenfurt |

## Quarti di finale
| Squadra 1        | Risultato   | Squadra 2      |
| ---------------- | ----------- | -------------- |
| 31 gennaio 2025  |             |                |
| Wolfsberger      | 3 – 1       | SW Bregenz     |
| Stripfing        | 0 – 2 (dts) | Hartberg       |
| 1º febbraio 2025 |             |                |
| Sturm Graz       | 0 – 2       | Austria Vienna |
| 2 febbraio 2025  |             |                |
| LASK             | 2 – 1 (dts) | Salisburgo     |

## Semifinali
| Squadra 1         | Risultato       | Squadra 2   |
| ----------------- | --------------- | ----------- |
| 2 - 3 aprile 2025 |                 |             |
| LASK              | 1 – 1 (2-4 dtr) | Wolfsberger |
| Austria Vienna    | 0 – 1           | Hartberg    |

## Finale
| Arbitro: | Walter Altmann |

|                 |           |  |
| Gattermayer 77’ | Marcatori |  |